# Grand Wizzard Theodore
Theodore Livingston (né le 5 mars 1963 à New York), mieux connu sous le nom de Grand Wizzard Theodore, est un disc jokey américain, pionnier du hip-hop. Il est largement reconnu comme l'inventeur de la technique du scratch,. Il gagne également en crédibilité par sa maîtrise du needle drop  et autres techniques qu'il invente ou perfectionne.

## Les débuts
Né dans le Bronx, Theodore a pour mentor son frère, Mean Gene, qui commence à lui enseigner la technique du DJing dès son plus jeune âge. Theodore apprend ensuite aux côtés de Grandmaster Flash au sein des L Brothers.
En 1975, Theodore joue des disques dans sa chambre avec le volume à fond. Furieuse du bruit, sa mère entre dans la pièce et Theodore met le disque en pause pour pouvoir écouter sa mère. Tout en tenant le disque immobile, il le déplace d'avant en arrière accidentellement, mais il aime le son ainsi produit. À partir de là, il joue souvent avec les disques et perfectionne la technique du scratch au point d'en faire un véritable instrument rythmique.
Une théâtralisation de l'invention du scratch par Theodore est présentée dans l'émission télévisée Drunk History de Comedy Central, racontée par Questlove.

## Carrière
Au début des années 1980, Theodore fait partie du groupe Grandwizard Theodore & the Fantastic Five (en). Le groupe se fait connaître en étant victorieux d'une célèbre battle qui les oppose aux Cold Crush Brothers en 1981. L'année suivante, ils sortent le single Can I Get a Soul Clap. Ils sont également présents dans le film Wild Style de 1983 et Grand Wizzard Theodore contribue à la bande originale du film. Il raconte l'origine du scratching dans le documentaire Scratch.

## Héritage
Les mots « Say turn it up » de Theodore, extraits de son morceau Fantastic Freaks at the Dixie, sont samplés par des groupes de hip-hop et de rap tels que Public Enemy (sur le morceau Bring the Noise), Bomb the Bass (sur le morceau Megablast), et beaucoup d'autres.